# Пощенска банка
„Пощенска банка“ (с юридическо наименование „Юробанк България“ АД) е търговска банка със седалище в София, България.
Тя е четвъртата по активи и трета по размер на депозитен портфейл банка в България. Пощенска банка има дългосрочен кредитен рейтинг BBB, потвърден през юни 2022 г. от Българската агенция за кредитен рейтинг (БАКР).

## История
„Пощенска банка“ е основана на 2 април 1991 г. като пощенско-спестовна система на „Български пощи“. През следващите години банката значително се разраства. Тя е една от малкото български банки, които успяват да оцелеят след банковата криза в България през 1996–1997 г.
На 9 ноември 1998 г. 78,23% от капитала на „Пощенска банка“ са придобити от ALICO/CEH Balkan Holdings Ltd., дъщерно дружество на „Юробанк Ергасиас“. През следващите години контролът на „Юробанк Ергасиас“ нараства до над 90% от собствения капитал на „Пощенска банка“.
С поредица от сливания и вливания „Пощенска банка“ се разраства до една от най-големите банки в България.
На 21 декември 2006 г. гръцката банка придобива мажоритарен дял в „ДЗИ Банк“, която се влива в „Пощенска банка“ през третото тримесечие на 2007 г. Обединената банка носи наименованието „Юробанк И Еф Джи“, а впоследствие – „Юробанк България АД“.
На 29 август 2011 г. „Юробанк Ергасиас“ и „Алфа Банк“ обявяват, че са постигнали споразумение за сливане на  дъщерните им дружества в България. „Алфа Банк“ е втората по големина банка в Гърция и присъства на българския пазар от 1995 г. с клон София и над 120 офиса в цялата страна. През януари 2012 г. сливането е спряно до отписването на частни облигации, изисквано от гръцките банки като част от третия спасителен пакет на ЕС/Международния валутен фонд за разрешаване кризата с гръцкия държавен дълг. Сливането е извършено на 17 юли 2015 г., с което Пощенска банка се превръща в четвъртата по големина банка в България по отношение на кредити и депозити.
През юли 2018 г. Пощенска банка придобива „Банка Пиреос България“, което я нарежда сред трите най-големи кредитори в страната.

## Описание
„Пощенска банка“ е третата по големина депозитарна институция в България, както и вторият по големина ипотечен кредитор и най-големият издател на кредитни карти. Банката има пазарен дял от близо 10%, работна сила от 3000 служители и над 200 локации в цялата страна. Част е от групата на „Юробанк Ергасиас“.
Общите активи на банката достигат 13,9 млрд. лв. към ноември 2021 г. През юни 2022 г. банката запазва дългосрочния си кредитен рейтинг BBB и краткосрочен рейтинг А-2 със стабилна перспектива от Българската агенция за кредитен рейтинг ( BCRA).

## Продукти и услуги
Пощенска банка предоставя банкиране на дребно, корпоративно банкиране и инвестиционно банкиране в България. Банката предлага услуги на своите местни и международни клиенти. По отношение на продуктите за банкиране на дребно банката традиционно заема силни позиции в ипотечното кредитиране, потребителското кредитиране и картите и депозитните продукти.

## Структура на акционерния капитал
Към 19 май 2017 г. общият разрешен брой обикновени акции на „Юробанк България“ АД е 560 323 000 с номинална стойност 1 лев на акция. „Юробанк Ергасиас“ притежава 99,99% от акциите.
Банката е член на „Юробанк Груп“ – банкова организация, която оперира в шест страни, притежава общо активи в размер на 70,9 млрд. евро и близо 11 329 служители.

## Дъщерни дружества
Към юли 2017 г. дъщерните дружества на „Пощенска банка“, които работят на българския пазар, включват лизингова компания („ЕРБ Лизинг“ ЕАД), компания за сделки с недвижими имоти, оценка и управление на имоти („И Ар Би Пропърти Сървисис София“ АД), компания за операции с недвижими имоти и инвестиционно развитие („ИМО Пропърти Инвестмънт София“ ЕАД) и дружество за експлоатация на недвижими имоти („ИМО Централен офис“ ЕАД).

## Корпоративна социална отговорност
Сред многобройните проекти и инициативи, които финансовата институция реализира, са стратегическото партньорство със СофтУни и Finance Academy, Endeavor Bulgaria, програмата „Финанси по ноти“, подкастът „Финанси на фокус“, благотворителното щафетно бягане Postbank Business Run, вътрешната програма „Зелени заедно“, проектът „Зелени истории на открито“, инициативата „Герои в зелено“, партньорството със Софийския университет „Св. Климент Охридски“, Американския университет в България, Висшето училище по застраховане и финанси и други водещи университети, Националната търговско-банкова гимназия и много други. По случай своята 30-а годишнина Пощенска банка стартира мащабната онлайн платформа в подкрепа на социалното предприемачество „Вселена от възможности“, като осигури безвъзмездно финансиране за реализацията на три проекта в областите „Образование“, „Зелени проекти“ и „Дигитални иновации“.